# Дружество Червен кръст, Габрово
Дружество „Червен кръст“ в Габрово е първото дружество в България. Основано е на 1 ноември 1883 г. под името Благодетелно общество „Червен кръст“.
В Кратка българска енциклопедия е заложено, че първото българско дружество „Червен кръст“ е основано в София на 20.09.1885 г. (т. I, стр. 423). През 1964 г. група габровски общественици изпращат информация за корекция до редакцията на Енциклопедия.
Уставът на Благодетелно общество „Червен кръст“ е отпечатан в Русе през 1884 г. в печатницата на Райчо Каролев. Състоял се е от 10 страници, 44 члена, разпределени в 8 глави:
Главите носят следните заглавия:
- Глава I. Цел на обществото
- Глава II. Членове и техните длъжности
- Глава III. Приходи
- Глава IV. Управление
- Глава V. Настоятелство и неговите длъжности
- Глава VI. Архива
- Глава VII. Печат на обществото
- Глава VIII. Събрания и вътрешен ред

Ето някои по-интересни моменти, заложени в устава:
- Глава I. Цел на обществото:

Чл. 1 Благодетелно общество „Червен кръст“ се основава в гр. Габрово, с цел да събира материални средства и да ги употребява във време на война, за да помага на болни и ранени войници.
- Глава II. Членове и техните длъжности:

Чл. 7. Всеки действителен член при записването си внася 1 лв., а в началото на всеки месец по 0,50 лв.
Чл. 10. Свята длъжност е на всеки член, бил той действителен или извънреден, да се старае за събирането на възможно повече пожертвования.
Чл. 32. Обществото има печат с надпис Благодетелно общество „Червен кръст“ гр. Габрово, в средата има кръст. Печатът се пази от представителя и се прилага на всяка излязла книга и документ, при надлежните подписи.
Пръвото настоятелство:
- председател – К. Ц. Луков
- подпредседател – Н. С. Басмаджиев
- касиер – Ц. Г. Якимов
- деловодител – Ф. П. Червенаков
- съветници – Ив. С. Басмаджиев, Димитър Ковачев, Хр. П. Цвятков, Х. А. Негенцов, н. Д. Драганов.

През годините председатели на дружеството са били: Рачо С. Бобчев, Минчо Гутев, Аврам Досев,
д-р Константин Вапцов, Стефан Иванов и др.
Габровското Благодетелно общество „Червен кръст“ е наследник на Международния комитет на Червения кръст. Негов основател е швейцарецът филантроп Анри Дюнан /1828 - 1910/. Участвал в битката на 24.05.1859 г. при Солферино в Северна Италия, където френско - сардинската войска нанесла решителна победа над австрийската. Анри Дюнан бил ужасен от войната - там били убити и ранени повече от 7000 души. По-късно написал книгата „Спомени от Солфарено“ (1862). След войната Дюнан започнал да работи усиленоза основаването на Международно санитарно дружество. На 09/21 ноември 1863 г. изнесъл доклад от името на „Дружеството за обществена полза“, в който описал ужасното положение на починалите войници, които умирали не толкова от раните си, колкото от ненавременната медицинска помощ.
Благодарение на Анри Дюнан, още през 1863 г. в Женева била свикана конференция на 16 държави. По време на нея били изработени основните принципи и дейности на новата организация, която нарекли „Червен кръст“, защото приела за емблема червен кръст на бяло поле. Тези принципи по-късно били известни като Женевската конвенция от 10/22 август 1864 г. В нея били провъзгласени правата за покровителство на ранените и неприкосновеност на медико-санитарните учреждения и персонала им по време на война.